# Claudia Denkinger
Claudia Maria Denkinger (* 1978) ist Ärztin und Wissenschaftlerin. Seit 2019 leitet sie die Klinische Infektions- und Tropenmedizin am Universitätsklinikum Heidelberg. Ihre Forschung konzentriert sich auf die Entwicklung, Erprobung und Implementierung von Diagnostika vor allem für Infektionskrankheiten, die Ressourcen-arme Umgebungen betreffen.

## Ausbildung
Claudia Denkinger studierte von 1997 bis 2004 Medizin an der Julius-Maximilians-Universität Würzburg, Deutschland. Für ihre Doktorarbeit verbrachte sie fast zwei Jahre an der Case Western Reserve University, Cleveland, Ohio, USA. In ihrer Doktorarbeit, die sie mit summa cum laude an der Julius-Maximilians-Universität Würzburg abschloss, untersuchte sie die Immunologie der Blockade des Makrophagen-Migrations-hemmenden Faktors in einem Mausmodell der Multiplen Sklerose. Für ihre Dissertation wurde sie mit dem Novartis-Preis und dem Promotionspreis ausgezeichnet. Außerdem erwarb Denkinger einen Master of Science and Diploma in Tropical Medicine and International Public Health der London School of Hygiene and Tropical Medicine, wofür sie mit dem Frederick Murgatroyd Award ausgezeichnet wurde.

## Karriere
Von 2005 bis 2008 absolvierte Denkinger die Ausbildung zum Facharzt für Innere Medizin am Beth Israel Deaconess Medical Center, Boston, USA, ein Krankenhaus der Harvard Medical School. Nach ihrem Masterstudium in London und Zeit in Südafrika in der HIV- und Tuberkuloseversorgung kehrte sie an das Beth Israel Deaconess Medical Center, Boston, zurück und übernahm die Position des Chief Medical Residents. Anschließend machte sie ihre klinische Facharztausbildung für Infektiologie, die sie im Jahr 2012 erfolgreich abschloss. Bis 2015 war sie als Oberärztin für Infektiologie in Boston tätig. Parallel dazu war Denkinger Postdoc an der McGill University, Montreal, Kanada, mit Schwerpunkt auf Tuberkulosediagnostik, Evaluation und Modellierung im Bereich Epidemiologie und Biostatistik mit Madhukar Pai.
2014 wechselte sie zur Foundation of Innovative New Diagnostics (FIND) in Genf, Schweiz. Hier leitete sie das Tuberkulose-Programm und den Aufbau des neuen Hepatitis-Programms. Während ihrer Zeit bei FIND ermöglichte sie die Entwicklung mehrerer diagnostischer Tests, die dann von der WHO für Tuberkulose und Hepatitis zugelassen wurden, sowie die erfolgreiche Durchführung mehrerer groß angelegter, multi-zentrischer klinischer Studien für neuartige Diagnostika in Ländern mit begrenzten Ressourcen. Darüber hinaus hat sie in den letzten Jahren an vielen diagnostikbezogenen Leitlinienentwicklungstreffen der WHO mitgewirkt.
2019 lehnte Denkinger eine Stelle als W3-Professorin an der Universität Tübingen ab und wechselte an das Universitätsklinikum Heidelberg, wo sie die Infektions- und Tropenmedizin am Zentrum für Infektiologie in Heidelberg übernahm. Im Jahr 2020 habilitierte sie sich. Für ihre Arbeiten zur Tuberkulose-Diagnostik wurde ihr 2016 der Gertrud-Meißner-Preis der European Society of Mycobacteriology und 2021 der Memento-Preis verliehen. Seit 2021 ist Denkinger ein gewähltes Mitglied der Beratungsgruppe Tuberkulosediagnostik und Laborstärkung der WHO. Seit 2024 ist sie W3-Professorin für Infektions- und Tropenmedizin. Außerdem erhielt sie eine Heisenberg Stiftungs-Professur der Deutschen Forschungsgemeinschaft und einen  Consolidator Grant des European Research Council.
Während der COVID-19-Pandemie erkannte Denkinger früh den Wert von schnellen Antigen-basierten Lateral-Flow-Tests und deren Rolle in der Pandemiebekämpfung durch öffentliche Gesundheitsmaßnahmen. Ihre Forschungsarbeit zu Testgenauigkeit, Teststrategien und Selbsttests informierte nationale und internationale Richtlinien, einschließlich der Leitlinien der WHO und ließ sie in mehreren deutschen und internationalen Nachrichtensendern erscheinen (u. a. heute-journal, FAZ, Der Spiegel oder Arirang Korea).
Denkinger hat auch an verschiedenen Schulungsprogrammen mitgewirkt. Unter anderem baute sie während ihrer Zeit in Boston am Beth Israel Deaconess Medical Center ein Global Health Programm für Facharztauszubildende auf und erhielt verschiedene Lehrpreise.

## Ausschüsse und Vorstände
Claudia Denkinger ist:
- Mitglied der Beratungsgruppe Tuberkulosediagnostik und Laborstärkung der WHO[10]
- Mitglied des Beirats des DTG Vorstands[17]
- DGI-Vizevorsitzende der Sektion Mykobakteriosen[18]
- Stellvertretende Vorsitzende in Heidelberg sowie TB-Co-Vorsitzende des DZIF[19]

Darüber hinaus ist Denkinger wissenschaftlicher Redakteurin des PLOS Medicine Magazines und übernimmt die Rolle als Ad-hoc Reviewer für andere wissenschaftliche Zeitschriften.

## Auszeichnungen
- 1999–2004: Stipendium für das Medizinstudium, Stiftung der Deutschen Wirtschaft
- 2000–2001: Forschungsstipendium, Stiftung der Deutschen Wirtschaft
- 2006: Postgraduierten Forschungspreis, Novartis Foundation, Deutschland[4]
- 2008: Tutoring Award, Harvard Medical School, Boston, USA
- 2008: Lowell McGee Award, Beth Israel Deaconess Medical Center, USA
- 2010: Frederick Murgatroyd Award, London School of Hygiene & Tropical Medicine, UK
- 2014: Research Prize, McGill International Tuberculosis Center, Kanada
- 2016: Gertrud Meissner Research Award, European Society of Mycobacteriology[8]
- 2018: Public Health Initiative Award, India Health & Wellness Summit, Indien (mit FIND)
- 2021: Memento Preis, Deutschland[9]